# Caloramphus
A Caloramphus a madarak (Aves) osztályának a harkályalakúak (Piciformes) rendjébe, ezen belül a Megalaimidae családjába tartozó nem. Alcsaládjának az egyetlen neme.

## Tudnivalók
A Caloramphus-fajok, amint az összes többi Megalaimidae családbeli madár, korábban a tukánfélék (Ramphastidae) közé voltak besorolva. Ezek a fajok a tukánoktól eltérően, ázsiai elterjedésűek.

## Rendszerezés
Az alcsaládba az alábbi 1 nem és 2 faj tartozik:
- Caloramphinae
  - Caloramphus Lesson, 1839
    - Caloramphus fuliginosus (Temminck, 1830)[1]
    - Caloramphus hayii (J. E. Gray, 1831)[2]

A két fajt, korábban egynek vélték.

### Fordítás
- Ez a szócikk részben vagy egészben  a   Caloramphus című angol Wikipédia-szócikk ezen változatának fordításán alapul.  Az eredeti cikk szerkesztőit annak laptörténete sorolja fel. Ez a jelzés csupán a megfogalmazás eredetét és a szerzői jogokat jelzi, nem szolgál a cikkben szereplő információk forrásmegjelöléseként.